# Saint-Denis-le-Gast
Saint-Denis-le-Gast település Franciaországban, Manche megyében. Lakosainak száma 527 fő (2022. január 1.). Saint-Denis-le-Gast Roncey, La Baleine, Grimesnil, Hambye, Lengronne, Saint-Martin-de-Cenilly és Gavray-sur-Sienne községekkel határos.

## Népesség
A település népessége az elmúlt években az alábbi módon változott:
| Lakosok száma | 710  | 650  | 546  | 529  | 539  | 549  | 534  | 525  | 526  | 527  |
|               | 1968 | 1982 | 1990 | 2006 | 2013 | 2015 | 2017 | 2019 | 2020 | 2022 |